# Eulophus kirbii
Eulophus kirbii är en stekelart som beskrevs av Curtis och John Obadiah Westwood 1826. Eulophus kirbii ingår i släktet Eulophus och familjen finglanssteklar. Inga underarter finns listade i Catalogue of Life.